# Krąg kamienny w Boskednan

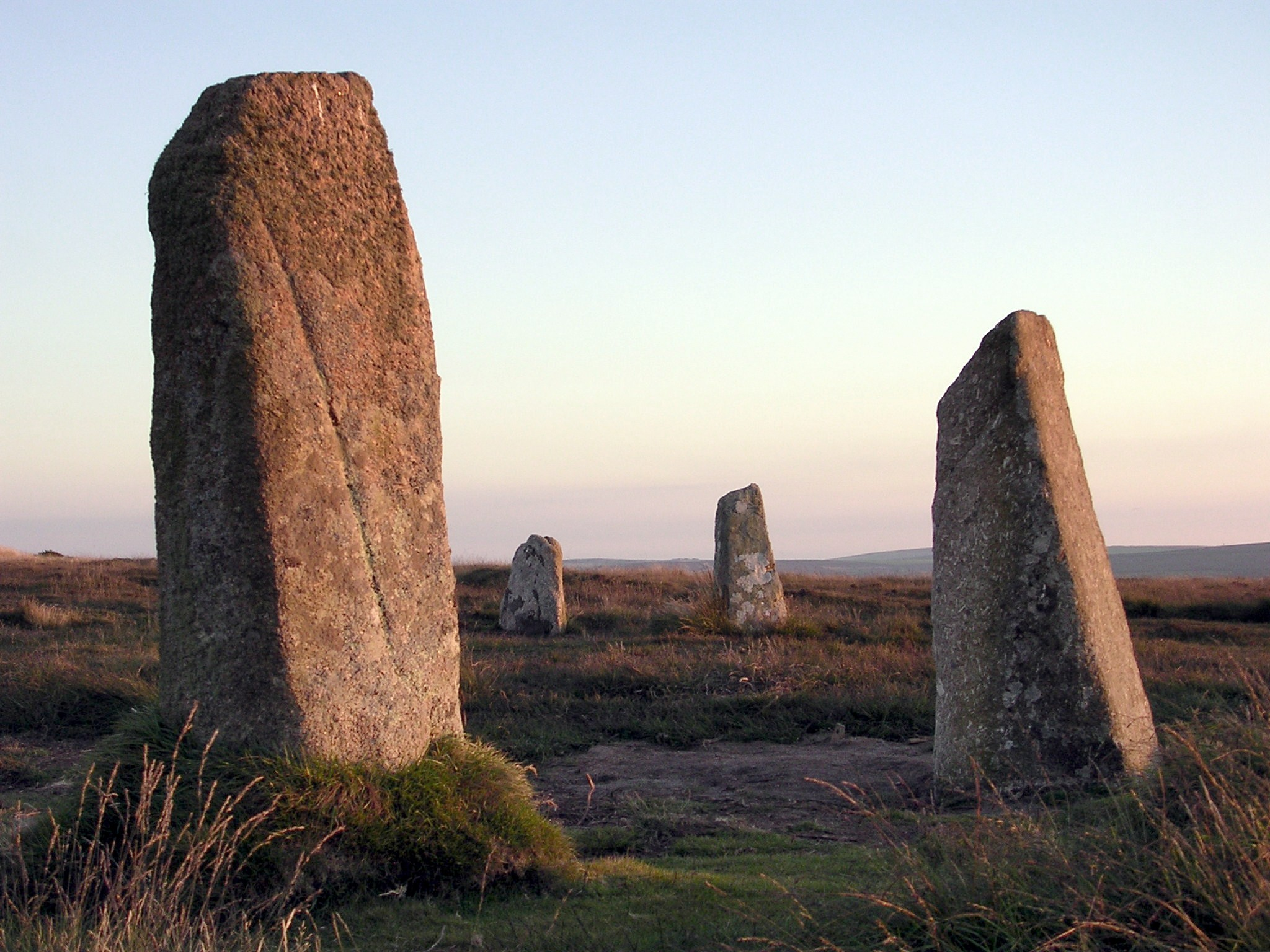
Krąg kamienny w Boskednan

Krąg kamienny w Boskednan – kamienny krąg megalityczny położony w pobliżu miejscowości Boskednan, ok. 6 km na północny wschód od Penzance w Kornwalii. Tradycyjnie nazywany jest Nine Maidens.

## Opis
Krąg zawiera 19 równomiernie rozmieszczonych pionowych kamieni a jego obwód wynosi 69 metrów. Jeden z kamieni znajduje się w pobliżu środka okręgu. Nazwa odnosi się prawdopodobnie nie do liczby kamieni a do cyklu księżycowego.